# アノリトック (ヌナタク)
アノリトック（Anoritooq, 古い綴り: Anoritôq） は、北西グリーンランドのカースートスップにあるヌナタク (グリーンランド語: nunataq) である。

## 地理

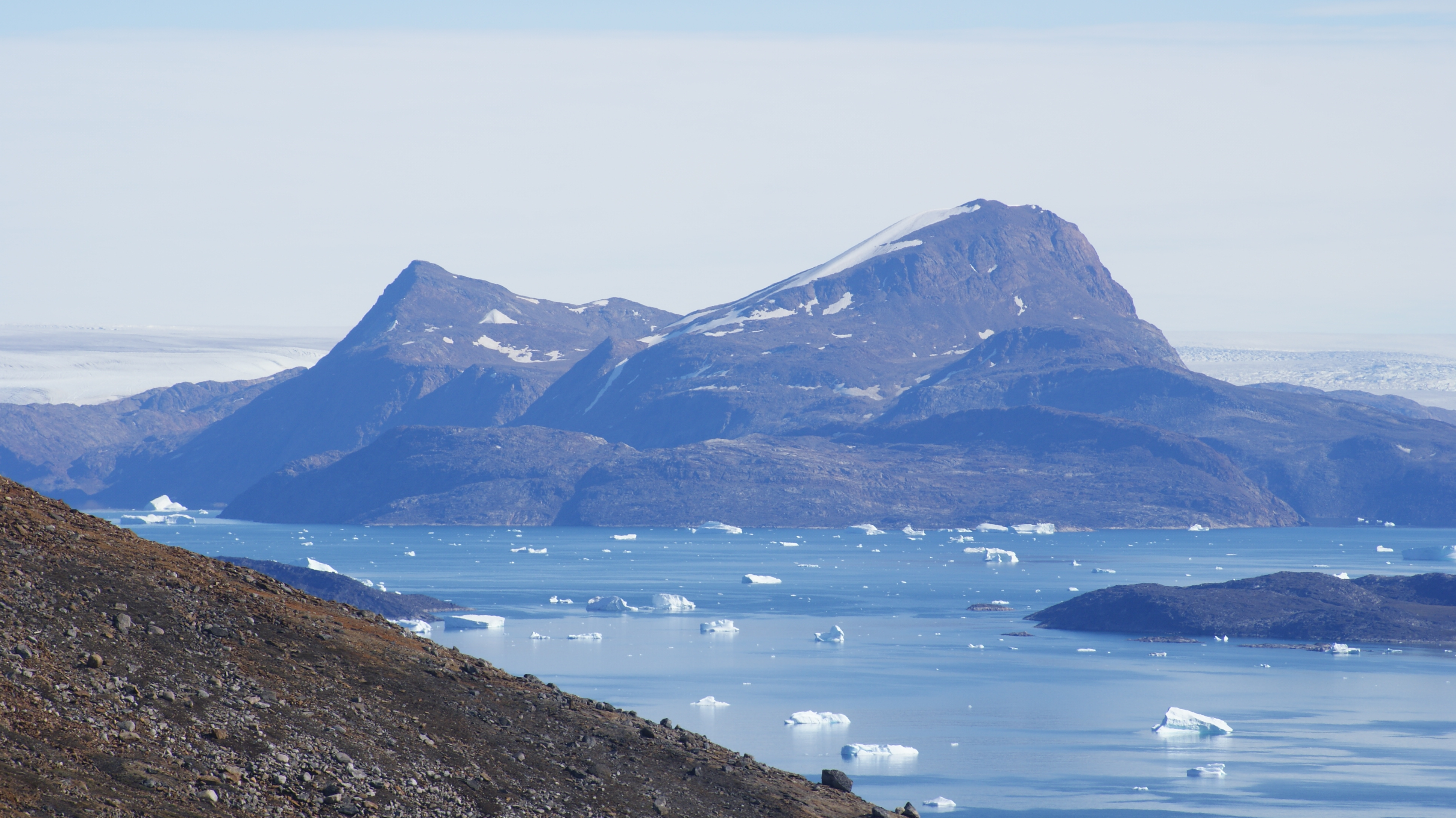
ヌースーク半島(en)で西から見たアノリトック

アノリトックはグリーンランド北部のウペルナビク自治体(en)にある。アノリトックの北では、グリーンランドの氷床が ヌースーク半島(en)の根元から分かれるコルネール氷河 (en) を経由して シュガーローフ湾(en)に流れ出る。
アノリトックには複数の峰があり、一番高い峰の高さは1,108 m (3,635 ft)に達する。氷河の後退の結果、別のヌナタクである、オールスギザップ・カッカースア(en)の高さ800 m (2,600 ft)の峰は、アノリトックと結合した。
座標: 北緯74度06分58秒 西経56度00分00秒 / 北緯74.11611度 西経56.00000度